# 保津 (砲艦)
| 保津               |                                                       |
| 艦歴               |                                                       |
| 計画               | 1920年度                                              |
| 起工               | 1921年8月15日（日本） 1922年4月17日（漢口、工事着手） |
| 進水               | 1923年4月19日（漢口）                                 |
| 就役               | 1923年11月7日                                         |
| 除籍               | 1945年5月10日                                         |
| 性能諸元（竣工時） |                                                       |
| 排水量             | 基準：330t 常備：338t 公試：383t                      |
| 全長               | 56.08m                                                |
| 全幅               | 8.23m                                                 |
| 吃水               | 1.02m （公試平均）                                    |
| 主缶               | ロ号艦本式混焼缶2基                                   |
| 主機               | 直立2段膨張レシプロ2基2軸 2,100hp                     |
| 速力               | 16.0kt                                                |
| 航続距離           | 1,750NM / 10.0kt （石炭20t 重油74t）                  |
| 乗員               | 62名                                                  |
| 兵装               | 40口径8cm単装高角砲2門 留式7.7mm機銃6挺               |

保津（ほづ）は、日本海軍の砲艦。勢多型砲艦の3番艦である。艦名は京都府を流れる「保津川」にちなんで名づけられた。

## 艦歴
三菱神戸造船所において完成、それを解体し漢口に輸送、揚子江機器有限公司で組立てを行い、1923年11月7日に竣工、二等砲艦に類別された。
1931年6月1日、砲艦に類別変更。翌年の第一次上海事変において、上海や長江方面の警備に従事した。日中戦争において、上海陸上作戦の支援、長江遡行作戦に加わった。太平洋戦争においては、長江流域の警備に従事した。1944年10月1日に軍艦から除かれ艦艇の砲艦に類別が変更された。
1944年11月26日、安慶付近で座礁、12月5日、中国軍機の爆撃を受け大破着底した。1945年5月10日に除籍され、解体された。

## 艦長
※『日本海軍史』第9巻・第10巻の「将官履歴」及び『官報』に基づく。階級は就任時のもの。
艤装員長
- 野口幸一 少佐：1922年11月20日[1] - 1923年11月7日[2]

艦長
- 野口幸一 少佐：1923年11月7日[2] - 1924年12月1日[3]
- 有馬直 少佐：1924年12月1日[3] - 1925年1月15日[4]
- 池田七郎 少佐：1925年1月15日[4] - 11月17日[5]
- 岩原盛恵 少佐：1925年11月17日[5] - 12月1日[6]
- 関田繁里 少佐：1925年12月1日[6] - 1927年5月1日[7]
- 堀勇五郎 少佐：1927年5月1日 - 1928年11月1日
- 増田康彦 少佐：1928年11月1日[8] - 1929年11月30日[9]
- 鎌田道章 少佐：1929年11月30日 - 1930年12月1日
- 森良造 少佐：1930年12月1日[10] - 1932年3月15日[11]
- 小島正 少佐：1932年3月15日[11] - 1933年1月17日
- 清水健 少佐：1933年1月17日 - 1933年11月1日[12]
- 長井満 少佐：1933年11月1日 - 1934年5月15日
- 中津成基 少佐：1934年5月15日 - 1935年11月15日
- 高尾儀六 少佐：1935年11月15日[13] - 1937年3月1日[14]
- 上田光治 中佐：1937年3月1日[14] - 1938年3月22日[15]
- 大橋恭三 中佐：1938年3月22日[15] - 1938年11月15日[16]
- 河野康 中佐：1938年11月15日 - 1940年10月15日
- 神川茂紀 少佐：1940年10月15日[17] - 1941年7月15日[18]
- 神本信雄 少佐：1941年7月15日[18] -

## 同型艦
- 勢多 - 比良 - 保津 - 堅田

## 参考資料
- 呉市海事歴史科学館編『日本海軍艦艇写真集 航空母艦・水上機母艦』ダイヤモンド社、2005年。
- 片桐大自『聯合艦隊軍艦銘銘伝』普及版、光人社、2003年。
- 海軍歴史保存会『日本海軍史』第7巻、第9巻、第10巻、第一法規出版、1995年。
- 『官報』